# Bezirksgericht Neubrandenburg
Das Bezirksgericht Neubrandenburg war ein Bezirksgericht in der DDR mit Sitz in Neubrandenburg. Vorgänger und Nachfolger war das Landgericht Neubrandenburg.

## Geschichte
Mit dem Gerichtsverfassungsgesetz der DDR aus dem Jahr 1952 wurden die bisherigen Amtsgerichte und Landgerichte aufgelöst und auf Ebene der Bezirke neue Bezirksgerichte gebildet. Sie bestanden bis 1990. Im Bezirk Neubrandenburg wurde das Bezirksgericht Neubrandenburg mit Sitz in Neubrandenburg gebildet. Im Jahre 1992 erfolgte die Rückbenennung nach Landgericht Neubrandenburg. Dem Bezirksgericht Neubrandenburg waren folgende Kreisgerichte untergeordnet:
1. Kreisgericht Altentreptow
2. Kreisgericht Anklam
3. Kreisgericht Demmin
4. Kreisgericht Malchin
5. Kreisgericht Neubrandenburg (ab dem 1. Januar 1969 aufgeteilt in Kreisgericht Neubrandenburg-Land und Kreisgericht Neubrandenburg-Stadt)
6. Kreisgericht Neustrelitz
7. Kreisgericht Pasewalk
8. Kreisgericht Prenzlau
9. Kreisgericht Röbel/Müritz
10. Kreisgericht Strasburg
11. Kreisgericht Templin
12. Kreisgericht Teterow
13. Kreisgericht Ueckermünde
14. Kreisgericht Waren

Dem Bezirksgericht Neubrandenburg übergeordnet war das Oberste Gericht der DDR. Nach dem Zusammenbruch der DDR wurde die Gerichtsstruktur in Mecklenburg-Vorpommern mit dem Gerichtsstrukturgesetz vom 19. März 1991 neu geregelt und mit dem Gesetz zur Ausführung des Gerichtsstrukturgesetzes vom 10. Juni 1992 die Gerichtssprengel bestimmt. Damit wurde die bundesdeutsche Gerichtsstruktur übernommen, das Bezirksgericht Neubrandenburg aufgehoben und das Landgericht Neubrandenburg neu geschaffen.

## Fälle
- Urteil gegen Roland Puhr
- Urteil gegen Mario Stiebitz

Für weitere Urteile siehe die Liste von in der DDR hingerichteten Personen

## Richter
- Rainer Dally
- Karin Schubert (1991–1992)